# Càrcer
Càrcer – gmina w Hiszpanii, w prowincji Walencja, we wspólnocie autonomicznej Walencja, o powierzchni 7,41 km². W 2011 roku liczyła 2051 mieszkańców.